# Cantone di Causses-Rougiers
Il Cantone di Causses-Rougiers è una divisione amministrativa dell'arrondissement di Rodez.
È stato costituito a seguito della riforma approvata con decreto del 21 febbraio 2014, che ha avuto attuazione dopo le elezioni dipartimentali del 2015.

## Composizione
Comprende i 43 comuni di:
- Arnac-sur-Dourdou
- Balaguier-sur-Rance
- La Bastide-Solages
- Belmont-sur-Rance
- Brasc
- Brusque
- Camarès
- La Cavalerie
- Le Clapier
- Combret
- Cornus
- Coupiac
- La Couvertoirade
- Fayet
- Fondamente
- Gissac
- L'Hospitalet-du-Larzac
- Lapanouse-de-Cernon
- Laval-Roquecezière
- Marnhagues-et-Latour
- Martrin
- Mélagues
- Montagnol
- Montclar
- Montfranc
- Montlaur
- Mounes-Prohencoux
- Murasson
- Peux-et-Couffouleux
- Plaisance
- Pousthomy
- Rebourguil
- Saint-Beaulize
- Saint-Jean-et-Saint-Paul
- Saint-Juéry
- Saint-Sernin-sur-Rance
- Saint-Sever-du-Moustier
- Sainte-Eulalie-de-Cernon
- Sauclières
- La Serre
- Sylvanès
- Tauriac-de-Camarès
- Viala-du-Pas-de-Jaux